# 杰馬艾夫納廣場

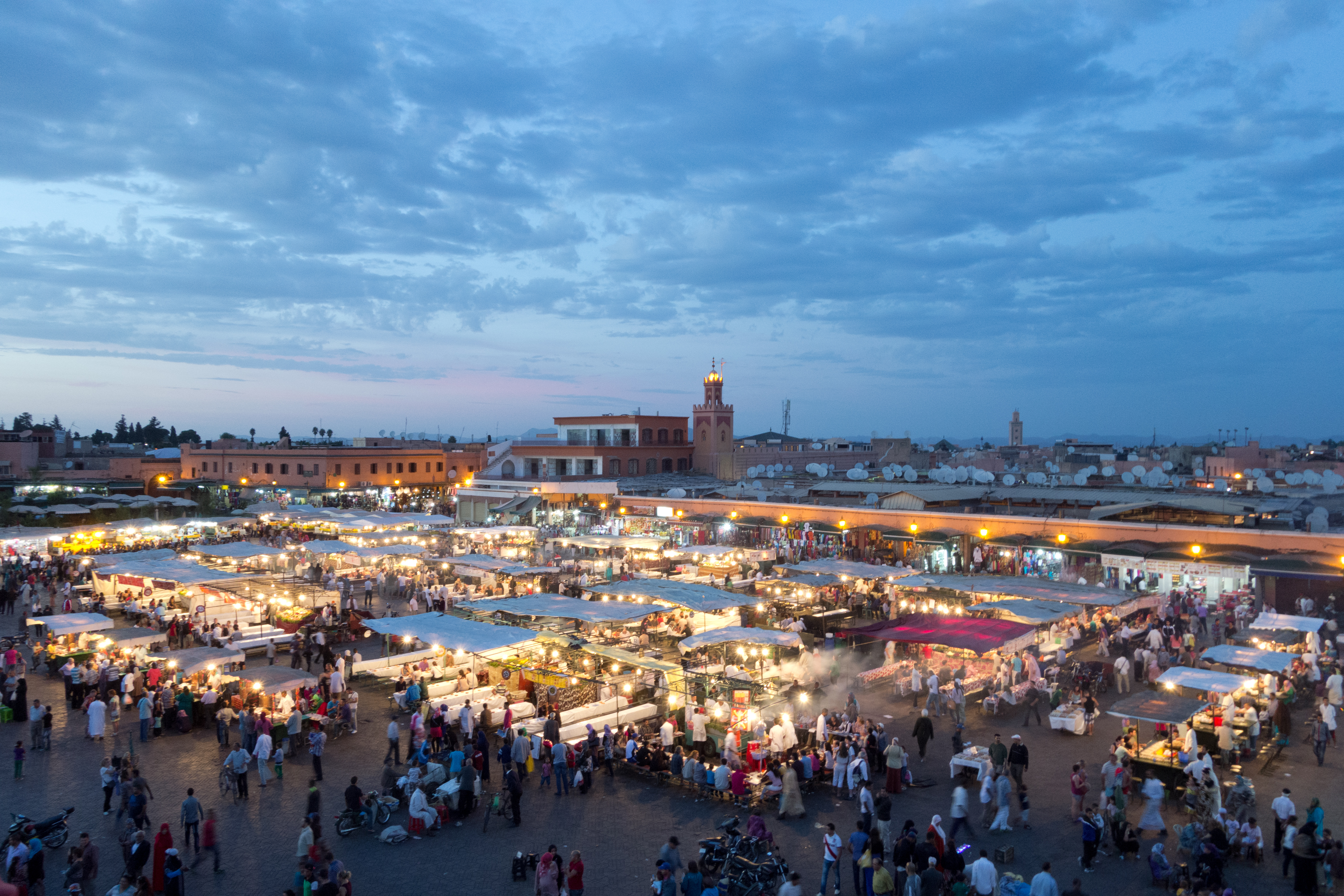
傍晚的杰馬艾夫納廣場

杰馬艾夫納廣場（阿拉伯语：‎ Sāḥat Jāmiʾ al-Fanāʾ）是摩洛哥馬拉喀什舊城的一個廣場和市場。

## 概述
自11世紀末馬拉喀什成為穆拉比特王朝首都以來，這個廣場一直是城市的中心，至今它仍然是馬拉喀什的主要廣場，供當地人和遊客使用，廣場周圍有許多餐館與高聳的公共建築，廣場中充滿了各種商業和娛樂活動。
1922年，當時的法屬摩洛哥政府通過了第一部旨在保護和保存廣場文化空間和遺產的法律。2001年廣場被聯合國教科文組織列為非物質文化遺產，2008年被聯合國教科文組織列入人類非物質文化遺產名錄。